# Gerbilliscus brantsii
Gerbilliscus brantsii är en däggdjursart som först beskrevs av Smith 1836.  Gerbilliscus brantsii ingår i släktet Gerbilliscus och familjen råttdjur. Inga underarter finns listade i Catalogue of Life.
Djuret når en kroppslängd (huvud och bål) av 9,6 till 16,4 cm, en svanslängd av 10,3 till 18,6 cm och en vikt av 25 till 126 g. Den har 1,9 till 4,7 cm långa bakfötter och 1,2 till 3,4 cm stora öron. Pälsens färg varierar mycket beroende på utbredning men allmänt är ovansidan rödbrun till blek rödaktig och undersidan ljusgrå eller vit. Svansens ovansida är vid främre halvan likaså mörk och undersidan samt bakre halvan är vit. Jämfört med Gerbilliscus leucogaster har arten ingen mörk längsgående linje på ryggens topp.
Denna ökenråtta förekommer i södra Afrika från södra Angola och södra Zambia till Sydafrika. Arten lever i öppna landskap som gräsmarker med några glest fördelade buskar eller träd. Den besöker även jordbruksmark och betraktas av bönder som skadedjur. I artens päls lever ofta pestloppor.
Gerbilliscus brantsii har rötter och gröna växtdelar som föda som kompletteras med några insekter. Individerna bildar större kolonier men exemplar i fångenskap var aggressiva mot varandra. Honor kan para sig under alla årstider och kan ha 5 eller 6 kullar per år. Efter kort dräktighet föds upp till fem ungar som väger i genomsnitt 4,6 g. Ungarna öppnar sina ögon efter 16 till 20 dagar och de diar sin mor cirka 28 dagar.
Arten faller vanligen offer för mindre rovdjur, för ugglor och andra rovlevande fåglar samt för ormar. Flera exemplar hölls i fångenskap för vetenskapliga studier.